# Верх-Чумыш (село)
Верх-Чумыш — село в Киселёвском городском округе Кемеровской области. Население 345 человек (2010). Административный центр Верх-Чумышского сельсовета до момента его упразднения, с передачей села в состав Киселёвского городского округа, согласно Закону Кемеровской области «Об административно-территориальном устройстве Кемеровской области» N 215-ОЗ от 27 декабря 2007 года.

## История
Деревня Верх-Чумыш известна с 18 века. В списке присланных из Колыванского областного правления в Барнаульское Духовное правление за № 1066 26 апреля 1782 года, к Кузнецкому ведомству приписаны 108 деревень, в том числе Верх-Чумышск, Иганино при Чумыше, Инченково, село Бочатское, Белово и др. (Общий очерк за 17-18 столетия, проф. Беликова Д. Н. Издательство г. Томск 1898 года «Первые русские крестьяне насельники Томского края»).
Весь 19 век деревня расширялась, пахотные земли увеличивались за счёт корчевания лесостепной части левого берега реки. Правая же часть реки — тайга. В начале 20 века в результате Столыпинской реформы, переселенцы из Вятской, Пермской губернии, Чувашии основали деревни: Александровка, Алексеевка, Берёзовка, Першино в таёжной части ближе к Алтайскому краю. Часть этих переселенцев остановилась в д. Верх-Чумыш. На реке действовали 2 водяные мельницы, была большая деревянная церковь и школа.

## География
Верх-Чумыш расположен у запруды и ручья Лесной.

## Население
| 2010 |
| ---- |
| 345  |

Национальный и гендерный состав
По данным Всероссийской переписи населения на 2010 год, в посёлке проживало 345 человек (178 мужчин, 167 женщин, 51,6 и 48,4 %% соответственно).
Согласно результатам переписи 2002 года, в национальной структуре населения русские составляли 88 % от 355 жителей.